# Wentawuat
Wentawuat fou virrei de Núbia en temps de Ramsès IX (Segle XII aC). Portava el títol de fill del rei de Cuix, senyor de les terres sagrades d'Amon Ra rei dels déus, cap dels estables reials, primer carreter del rei, obridor de portes, secretari d'Amon a Khnum-Weset i gran sacerdot d'Amon de Khnum-Weset. Era fill del virrei Nahihor. el nom però que podria ser Hori II. Un escrivà de nom Panaho apareix esmentat junt amb aquest personatge.